# Tantilla petersi
Tantilla petersi là một loài rắn trong họ Rắn nước. Loài này được Wilson mô tả khoa học đầu tiên năm 1979.